# Støvring Kommune
Støvring Kommune i Nordjyllands Amt blev dannet ved kommunalreformen i 1970. Ved strukturreformen i 2007 indgik den i Rebild Kommune sammen med Skørping Kommune og Nørager Kommune.

## Tidligere kommuner
Støvring Kommune blev dannet ved sammenlægning af 5 sognekommuner:
| Kommune          | Folketal 1. januar 1970 | Byer                    |
| ---------------- | ----------------------- | ----------------------- |
| Buderup-Gravlev  | 3.679                   | Støvring og Sørup       |
| Sønderup-Suldrup | 2.009                   | Sønderup og Suldrup     |
| Veggerby         | 1.027                   |                         |
| Øster Hornum     | 2.401                   | Guldbæk og Øster Hornum |
| Årestrup         | 683                     | Aarestrup               |
| I alt            | 9.799                   |                         |

Hertil kom et lille areal fra Skivum Sogn i Aars Kommune. Derimod afgav Øster Hornum Sogn et areal til Aalborg Kommune.

## Sogne
Støvring Kommune bestod af følgende sogne, alle fra Hornum Herred:
- Buderup Sogn
- Gravlev Sogn
- Suldrup Sogn
- Sønderup Sogn
- Veggerby Sogn
- Aarestrup Sogn
- Øster Hornum Sogn

## Borgmestre[3]
| Navn            | Parti             | Periode   |
| --------------- | ----------------- | --------- |
| Peter Kvist     | Venstre           | 1970-1986 |
| Holger Børresen | Venstre           | 1986-1990 |
| Kjeld Jensen    | Socialdemokratiet | 1990-1998 |
| Anny Winther    | Venstre           | 1998-2006 |